# Charles Tibaldi
Pour les articles homonymes, voir Tibaldi.
Charles Tibaldi est un arbitre français de football né le 20 juillet 1900 à Marseille et mort le 7 juillet 1974 à Saint-Martin-d'Hères,. Il a été affilié à Paris. Il a officié de 1941 à 1947,, et a officié dans un match international Pays-Bas-Belgique en 1947.

## Carrière
Il a officié dans une compétition majeure : 
- Coupe de France de football 1943-1944 (finale)